# ماركينيوس (لاعب كرة قدم مواليد 1981)
ماركينيوس (بالبرتغالية: Marquinhos Santos‏) هو لاعب كرة قدم برازيلي في مركز الوسط، ولد في 29 سبتمبر 1981 في بيجواسو في البرازيل. لعب مع أتلتيكو مينيرو وباير 04 ليفركوزن وغريميو بورتو أليغرينزي ونادي أفاي لكرة القدم ونادي بارانا ونادي سانتوس ونادي ساو باولو ونادي فلامنغو ونادي فورتاليزا ونادي كوريتيبا.

## وصلات خارجية
- ماركينيوس (لاعب كرة قدم مواليد 1981) على موقع قاعدة بيانات كرة القدم.إي يو (الإنجليزية)
- ماركينيوس (لاعب كرة قدم مواليد 1981) على موقع Soccerway.com (الإنجليزية)
- ماركينيوس (لاعب كرة قدم مواليد 1981) على موقع عالم كرة القدم.نت (الإنجليزية)